# Degüello
De Degüello is een militair muziekstuk. Het woord degüello is Spaans en betekent onthoofding.
Het werd oorspronkelijk gebruikt door de Spanjaarden tijdens de reconquista. Wanneer ze de Moren belegerden speelden ze de degüello. Dit was het teken dat de Moren zich moesten overgeven. Deden zij dit niet dan zouden de Spanjaarden iedereen, inclusief vrouwen en kinderen, onthoofden.
Later gebruikte de negentiende-eeuwse Mexicaanse dictator Antonio López de Santa Anna de Degüello weer. Tijdens de belegering van de Alamo liet hij iedere avond de Degüello spelen, om daarna het vuur op de Texanen te laten openen. Toen de Texanen zich niet meer konden verdedigen, omdat ze geen munitie meer hadden, werden ze gedood.